# Ruth Wilson Gilmore
Ruth Wilson Gilmore   (New Haven, 2 d'abril de 1950) és una geògrafa i activista a favor de l'abolició de les presons estatunidenca. És la directora del Center for Place, Culture and Politics i professora de Geografia a la Universitat de la Ciutat de Nova York. Ha estudiat les «interrelacions a través de l'espai, les institucions i l'economia política que configuren i defineixen l'empresonament modern». Va rebre el 2020 el Lifetime Achievement Award de l'Associació Americana de Geògrafs.

## Biografia
El seu avi va organitzar el primer sindicat de treballadors de coll blau a la Universitat Yale. El seu pare, Courtland Seymour Wilson, era un obrer de la Winchester Repeating Arms Company.
El 1960, Gilmore va assistir a una escola privada de New Haven essent una de les poques estudiants de classe treballadora i l'única estudiant afroamericana. El 1968, va assistir al Swarthmore College on es va involucrar en la política del campus. El 1969, Gilmore, Fania Davis i altres estudiants van ocupar el departament d'admissions per a persuadir l'administració d'admetre més estudiants negres.
Gilmore es va matricular a Yale on es va llicenciar en Teatre. Es va doctorar a la Universitat Rutgers el 1998 en Geografia Econòmica i Teoria Social, inspirada en el treball de Neil Smith. Després d'acabar el seu doctorat va ser contractada com a professora ajudant a la Universitat de Califòrnia a Berkeley i va començar a treballar en el seu concepte de «geografia carcerària», que examina les relacions entre paisatge, recursos naturals, economia política, infraestructures, policia, presó i control de les poblacions.
És cofundadora de moltes organitzacions de justícia social com el California Prison Moratorium Project. El 1998, va ser una de les cofundadores de Critical Resistance juntament amb Angela Davis. El 2003, va cofundar Californians United for a Responsible Budget per a lluitar contra la construcció de presons i actualment forma part del seu consell d'administració.
Gilmore és especialista en capitalisme racial, moviments d'oposició i creació d'estats. És autora del llibre Golden Gulag que va ser guardonat amb el Lora Romero First Book Publication Prize al millor llibre en estudis americans el 2008. El 2021, Gilmore va ser elegida membre de l'Acadèmia Americana de les Arts i les Ciències.

## Obra publicada
- Gilmore, Ruth Wilson, "Abolition Geography: Essays Towards Liberation". London: Verso Books, 2022. ISBN 9781839761706
- Gilmore, Ruth Wilson. Golden Gulag: Prisons, Surplus, Crisis, and Opposition in Globalizing California.  University of California Press, 2007. ISBN 978-0-520-22256-4.
- Clyde Adrian Woods; Ruth Wilson Gilmore, Development Arrested: The Blues and Plantation Power in the Mississippi Delta London; New York: Verso, 1998. ISBN 9781844675616